# حاجي أباد (كوهباية الشرقي)
حاجي أباد (بالفارسية: حاجی‌آباد) هي قرية تقع في إيران في قسم کوهبایة الشرقي الریفي. يقدر عدد سكانها بـ 67 نسمة .